# Эльштейн-Горчаков, Генрих Натанович
Генрих Натанович Эльштейн-Горчаков (5 июля 1919, Бердянск — 23 сентября 2016, Афула) — советский и израильский писатель, литературовед.

## Биография
Родился в городе Бердянске. Отец — Натан Самуилович Эльштейн (1891—1938), инвалид, с 16 лет участвовавший в революционном движении. Был членом партии Бунд. Три года провёл в ссылке в Архангельской губернии. Позднее отошёл от политики, занявшись журналистикой и адвокатской деятельностью. Мать — Рахиль Мееровна (1893—1961), домашняя хозяйка, позднее работник инвалидной артели. Старший брат — Самуил Натанович (1918—1941), погиб во время Великой Отечественной войны под Москвой.
В 1924 году семья пятилетнего Генриха переехала из Киева в Москву. В 1938 году Натана Эльштейна арестовали и расстреляли 4 октября того же года. Реабилитирован посмертно в 1956 году.
В 1938 году Генрих Эльштейн успешно сдал вступительные экзамены в Институт философии, литературы и истории (ИФЛИ), но не был принят из-за ареста отца. Отказавшись забирать документы, начал борьбу за право учиться и в 1939 году был без экзаменов принят в институт. Позднее из-за репрессированного отца Генриха не приняли на работу в многотиражную газету номерного завода и в редакцию «Комсомольской правды», освободили от должности ответственного секретаря Мосгорсовета Осоавиахима. В августе 1941 года, имея белый билет, добровольцем ушёл на фронт. Первые три месяца прослужил в особых частях разведотдела Западного фронта, но, заполнив анкету для отправки в партизанский отряд, отправлен в свой военкомат с предписанием: «за невозможностью использовать», был переведён в запасной полк и в мае 1942 года демобилизован по состоянию здоровья.
В сентябре 1942 года принят на третий курс Литературного института им. Горького. В 1943 году представил в качестве будущей дипломной работы главы романа «Одиннадцатое сомнение», за который подвергся резкой критике, был исключён из комсомола и института. 16 апреля 1944 года арестован. Осуждён Особым совещанием на восемь лет лагерей по статьям 58-10 ч.2 и 58-11. До августа 1945 года содержался в московских тюрьмах. Затем четыре года отбывал наказание в Мариинских лагерях в Кемеровской области (Летяжский ОЛП и Сусловское отделение Сиблага). С июня 1949 находился в колымских лагерях: лагпункты «Центральный», «Сопка» и Коцуган Бутугычагского отделения Берлага. В августе 1951 года был освобождён с зачетом восьми месяцев рабочих дней. Был оставлен на Колыме на бессрочном ссыльном поселении в посёлке Усть-Омчуг Тенькинского района Магаданской области, работал на прииске «Ветреном», затем год в аптекоуправлении Магадана старшим инженером-экономистом, возглавлял плановый отдел. В Москву вернулся только в 1960 году после снятия судимости. В 1962 году завершил обучение в Литинституте. В 1963 году реабилитирован.
Занимался литературоведением и критикой, специализируясь в основном на русской поэзии, главным образом на творчестве Марины Цветаевой. Был внештатным консультантом Литературной консультации Союза писателей СССР. Писал свои художественные произведения, но не имел возможности публиковаться.
Известность как писатель получил в конце 1980-х годах, когда стал печататься в советских журналах «Вопросы литературы» и «Наше наследие», а также в западных: «Новый журнал» (Нью-Йорк), «Венский альманах», «Грани» (Франкфурт-на-Майне), «Русская мысль» (Париж) и других.
В ноябре 1989 года выступал с лекцией в Йельском университете «К источникам трагического у Марины Цветаевой».
В мае 1990 года Генриху Горчакову из КГБ были возвращены три главы романа «Одиннадцатое сомнение», дневники 1942 года, социально-политический очерк и другие «вещественные доказательства» по его делу 1944 года.
В 1992 году выступил с докладом «Смерть как подвиг» на Международном симпозиуме, посвященном столетию Марины Цветаевой в Париже. В 1993 году прочитал доклад о Марине Цветаевой «Тайна стиха» на Первой Международной научно-тематической конференции в Москве. В том же году в американском издательстве «Aytiqvari» опубликована его книга «О Марине Цветаевой. Глазами современника».
С сентября 1994 года жил в Израиле, в Афуле. Член Федерации Союзов писателей Израиля. Автор книги лагерных мемуаров «Л-1-105» (Иерусалим, 1995 [вышла в формате аудиокниги в 2006 году]; второе издание книги — Москва, «Университетская книга», 2009 год). В 1997 году за эту книгу был награждён первой премией Союза русскоязычных писателей Израиля как за лучшую книгу года. В том же году на грант «Американского фонда сохранения еврейской культуры» опубликована вторая книга воспоминаний «Судьбой наложенные цепи: от Колымы до Иерусалима» (Иерусалим; аудиокнига — Москва, 2007; второе издание книги — Москва, "Университетская книга, 2010 год). В 2000 году московское издательство «Конкорд ЛТД» напечатало книгу о Солженицыне — «Послесловие. „Л-1-105“», написанную совместно с женой Леей Горчаковой-Эльштейн. В 2002 году иерусалимское издательство «S-press» выпустило книгу «Тайны поэзии».
В 2013 году вышла книга «Славы подлинный устав» (дипломная работа о поэме А. Твардовского «За далью даль» 1962 года, издательство Манжента, Смоленск). Автор ряда статей, опубликованных в журнале «Russian Literature» (Амстердам), в сборниках «Песнь жизни» (Париж), «Культурное наследие российской эмиграции» (Москва), в московской и израильской прессе.